# Wicked Wonderland (chanson)
Singles de Martin Tungevaag
Samsara 2015
(2015)
Wicked Wonderland est une chanson du DJ et producteur norvégien Martin Tungevaag sortie le 30 juin 2014. Elle est co-produite en collaboration avec le DJ et producteur norvégien Olly Hence, qui fait partie du groupe 3LOGY. Bien que cette dernière ne figure pas dans la liste des artistes de la chanson. Wicked Wonderland marque le premier succès de Martin Tungevaag : elle est présente dans les hits-parades d'une dizaine de pays, et se hisse au sommet du classement autrichien.

## Clip vidéo
Le clip vidéo est un mélange entre un clip ordinaire et une vidéo de paroles. Les scènes montrent deux jeunes femmes en train de jouer et de flirter au bord de la mer ou d'une piscine d'un hôtel touristique, ou encore en train de prendre la route sur un quad. Ces images sont entrecoupées avec celles d'une musicienne jouant du saxophone.

## Liste des pistes
1. Wicked Wonderland — 3:37
2. Wicked Wonderland (Extended Mix) — 5:09
3. Wicked Wonderland (Olly Hence Radio Edit) — 3:37
4. Wicked Wonderland (Olly Hence Remix) — 5:30
5. Wicked Wonderland (Instrumental) — 3:37
6. Wicked Wonderland (Instrumental Extended Mix) — 5:09

## Classement
| Classement (2014)                       | Meilleure position |
| --------------------------------------- | ------------------ |
| Autriche (Ö3 Austria Top 40)            | 1                  |
| Belgique (Flandre Ultratop 50 Singles)  | 28                 |
| Belgique (Wallonie Ultratop 50 Singles) | 43                 |
| Finlande (Suomen virallinen lista)      | 5                  |
| France (SNEP)                           | 9                  |
| Allemagne (Media Control AG)            | 6                  |
| Norvège (VG-lista)                      | 4                  |
| Pologne (Dance Top 50)                  | 38                 |
| Suède (Sverigetopplistan)               | 2                  |
| Suisse (Schweizer Hitparade)            | 21                 |